# Galeci
Galecii au fost un trib mare de celți, structurați în jurul unei federații, locuitori ai Gallaeciei, care acum se află pe teritoriul Portugaliei de nord și a Galiciei.